# Pseudomyrmeleon extinctus
Pseudomyrmeleon extinctus là một loài côn trùng thuộc bộ Neuroptera. Loài này được Weyenbergh miêu tả năm 1869.